# Maria von Twer
Maria von Twer (auch Maria Borissowna; * um 1442 in Twer; † 22. April 1467 in Moskau) war von 1462 bis 1467 Großfürstin von Moskau.

## Leben
Maria von Twer war eine Tochter des Großfürsten Boris Alexandrowitsch von Twer und dessen erster Gemahlin Anastasia Andrejewna von Moschaisk. Um 1447 wurde sie mit dem späteren Moskauer Großfürsten Iwan (III.) verlobt. Damals versuchte nämlich Iwans Vater Wassili II. seine Machtstellung zu stärken. Er verbündete sich durch die Heiratsallianz mit Marias Vater gegen seinen Konkurrenten auf dem Moskauer Thron, Dimitri Shemyaka. Die Hochzeit von Maria und Iwan III. fand am 2. Juni 1452 in der Kathedrale des Moskauer Kreml statt.
1458 gebar Maria ihrem Gemahl einen Sohn, Iwan Iwanowitsch. Sie wurde 1462 Großfürstin von Moskau, als ihr Gemahl nach dem Tod seines Vaters Wassili II. den Thron bestieg. Bereits im April 1467 starb sie im Alter von etwa 25 Jahren. Sie soll vergiftet worden sein. Obwohl die Ehe nur aus politischen Gründen geschlossen worden war, wurde sie von Iwan III. aufrichtig betrauert. 1472 ging Iwan eine zweite Ehe mit Sofia Palaiologa ein.
Marias Grabstätte befand sich im Auferstehungskloster, das innerhalb des Kremls gelegen war und 1929 zerstört wurde, woraufhin ihre sterblichen Überreste in die Erzengel-Michael-Kathedrale (Moskau) überführt wurden.